# Anticiência
O termo anticiência refere-se a fatores individuais ou institucionais que se posicionando de forma demasiada subjetiva acima de evidências científicas. Postulados sem bases científicas que não respeitam os pressupostos de refutamento definidos por Karl Popper. Termo referir-se a movimentos como New Age e a movimentos pós-modernos associados com a esquerda política e movimentos fundamentalistas socialmente conservadores relacionados com a direita política.

## Evidências históricas
No início da revolução científica, o irlandês filósofo, físico, químico Robert Boyle (1627-1691) e o  matemático, teórico político e filósofo inglês Thomas Hobbes (5 de abril de 1588 — 4 de dezembro de 1679) entram em discordância, na qual Hobbes exigia uma resposta macroscópica em relação a sociedade dos experimentos de Boyle. Hobbes era altamente cético em relação ao método científico, base do conhecimento construtivo da ciência de refutamento. A posição de Hobbes é atualmente considerado por muitos como uma posição anticientífica.
A história de forma geral é escrita de forma parcial e com objetivo de autopromoção. Pensamentos que vão contra a ciência estão presentes em toda parte da evolução científica. Um bom exemplo é a mecânica quântica, uma ciência que necessita de conhecimentos avançados em matemática, física e estatística para seu entendimento, suas abstrações fogem da visão clássica do mundo macroscópico. Segundo Carl Sagan, “O trabalho do divulgador da ciência, tentando transmitir uma ideia da mecânica quântica a um público leigo que não passou por esses ritos de iniciação, é desalentador. Na realidade, acho que não existe nenhuma divulgação bem-sucedida da mecânica quântica - em parte por essa razão.”
Alguns historiadores como Joyce Appleby, Lynn Hunt e Margaret Jacob (Telling the truth about history , 1994)  criticam Isaac Newton, segundo eles o físico rejeitou as ideias racionalistas do filósofo René Descartes a fim de não desafiar a religião e provocar o caos social. O impacto de suas publicações gerou assim como toda descoberta críticas, dentre eles formadas pela massa.
A teoria evolucionista proposta pelo naturalista Charles Darwin em seu livro “A Origem das espécies” entra contraste com a teoria criacionista defendida pela Bíblia. Segundo Carl Sagan “Censurar o conhecimento, dizer às pessoas o que elas devem pensar, é uma porta aberta ao policiamento das ideias, a tomadas de decisão tolas e incompetentes e à decadência a longo prazo.”. Logo, esse modo de pensamento é anticientífico, pois provém de dogmas e não de evidências científicas falseáveis.
A pseudociência também é uma forma de pensamento anticientífico, pois ela não segue os rigores da metodologia científica. Isso implica teorias que não podem ser refutadas, pois não são possíveis de serem testadas empiricamente. Alguns exemplos de pseudociência são astrologia, criacionismo, terra plana, ufologia e numerologia. Outros objetivos comuns da anticiência incluem o aquecimento global e as diversas formas de medicina.